# Давыдовское городское поселение
Давыдовское городское поселение — муниципальное образование Лискинского района Воронежской области России.
Административный центр — рабочий посёлок Давыдовка.

## Население
Население муниципального образования на начало 2011 года — 5614 чел.
| 2010  | 2011  | 2012  | 2013  | 2014  | 2015  | 2016  |
| ----- | ----- | ----- | ----- | ----- | ----- | ----- |
| 6686  | ↘5612 | ↗6589 | ↘6521 | ↘6459 | ↘6345 | ↘6263 |
| 2017  | 2018  | 2021  |       |       |       |       |
| ↘6155 | ↘6088 | ↗6120 |       |       |       |       |

## География
Площадь городского поселения — 291 га.

## История
Давыдовский поселковый совет образован 29 августа 1960 года. Законом Воронежской области № 85-ОЗ от 2 декабря 2004 года поселковый совет наделен статусом городского поселения и были установлены границы Давыдовского городского поселения.

## Населённые пункты
В состав поселения входят 2 населённых пункта:
- рабочий посёлок Давыдовка,
- село Вознесеновка.